# Чевкин, Юрий Андреевич
Юрий Андреевич Чевкин (Чавкин) — голова и воевода во времена правления Ивана IV Васильевича Грозного, Фёдора Ивановича и Бориса Годунова.
Из дворянского рода Чевкины. Сын рязанского городового дворянина Андрея Чевкина.

## Биография
В 1537-1538 и 1541 годах голова в Рязани "за городом". В июле 1541 года участвует в отражении Крымского набега на Русь хана Сахиб-Гирея, в полку под руководством князя Михаила Андреевича Трубецкого.
В 1544 году второй голова в Рязани "в городе". В Дворовой тетради 1550-х годов записан сыном боярским "из Рязани".
В декабре 1553 года участвует в походе из Казани на Луговую сторону и Арские места против бунтующих черемисов, где назван стрелецким головою, которому за одержанную победу было велено дать золотую деньгу.
В 1557-1558 годах воевода в Ряжском городке.
В 1564-1565 годах третий воевода в Рязани, в октябре находился в осаде, когда город осадили крымские татары.
В период с 1596 по 1604 года неоднократно упоминался воеводой у Рязанских засек.
Имел поместье в Окологородном стане Рязанского уезда.
Его сыновья Мамлей, Своитин и Иван Чевкины в 1550-е года в Дворовой тетради записаны с отцом из Рязани.